# 大阪市立大宮小学校
大阪市立大宮小学校（おおさかしりつ おおみやしょうがっこう）は、大阪府大阪市旭区にある公立小学校。

## 沿革
- 1933年2月　- 大阪市大宮尋常小学校として開校。
- 1934年8月　- 高等科を併置して大阪市大宮尋常高等小学校となる。
- 1941年4月　- 大阪市大宮国民学校に改称。
- 1944年9月　- 北河内郡星田村、交野町（以上、現在の交野市）、津田町（現在の枚方市）へ集団疎開。
- 1947年4月　- 大阪市立大宮小学校に改称。
- 1952年3月　- 新校舎、講堂落成。
- 1994年5月　- 講堂兼体育館落成。

## 通学区域
- 大阪市旭区 大宮1丁目-4丁目の全域、大宮5丁目（一部を除く）。

卒業生は基本的に大阪市立旭陽中学校（大宮1-4丁目在住児童）、大阪市立今市中学校（大宮5丁目在住児童）の両校へ進学する。

## 交通
- 地下鉄谷町線 千林大宮駅 北西へ約500m。